# Bob Haldeman
Harry Robbins "Bob" Haldeman, in veel media ook aangeduid als H.R. Haldeman, (Los Angeles, 27 oktober 1926 – Santa Barbara, 12 november 1993) was een Amerikaans ondernemer en stafchef van het Witte Huis tijdens het presidentschap van Richard Nixon. Hij is vooral bekend van zijn rol in het Watergateschandaal, waarvoor hij schuldig werd bevonden aan samenzwering. Hij zat 18 maanden in de gevangenis.
In het Witte Huis stond Haldeman ook wel bekend als "The Brush" (de borstel) vanwege zijn kapsel.

## Levensloop

### Jonge jaren
Haldeman werd geboren als de zoon van sociaal prominente ouders. Zijn vader runde een succesvol bedrijf in verwarmingen en airconditioning. Hij steunde tevens de lokale Republikeinse Partij. Haldemans moeder, Betty, was lange tijd vrijwilliger bij het Leger des Heils en andere filantropische organisaties.
Haldeman werd opgevoed volgens de leer van Christian Science. Al sinds zijn middelbareschooltijd had hij zijn kenmerkende kapsel. Hij studeerde aan de Beverly Hills High School, waar hij Joanne Horton leerde kennen. De twee trouwden in 1949.
Tijdens de Tweede Wereldoorlog diende Haldeman bij de reserves van de Amerikaanse marine. Hij studeerde tevens aan de Universiteit van Redlands, de University of Southern California en de Universiteit van Californië, waar hij in 1948 afstudeerde. Hier leerde hij ook zijn goede vriend John Ehrlichman kennen. Na zijn studie werkte Haldeman 20 jaar bij het J. Walter Thompson reclamebureau in Los Angeles en New York.

### Politieke carrière
Nixon en Haldeman ontmoetten elkaar voor het eerst in de jaren vijftig. Haldeman hielp Nixon bij diens campagne voor het vicepresidentschap, en bij diens mislukte eerste poging om president te worden in 1960. In 1968 was Haldeman ook van de partij bij Nixons tweede greep naar het presidentschap. Hij hielp Nixon met de ervaring die hij had opgedaan in de reclamebranche.
Nadat Nixon president was geworden, maakte hij Haldeman tot zijn eerste stafchef van het Witte Huis. Op advies van Robert Rutland hield Haldeman een dagelijks rapport bij over de grootste gebeurtenissen van elke dag, en hoe Haldeman daar over dacht. Hij hield dit dagboek bij van 18 januari 1969 tot 30 april 1970.
Samen met Ehrlichman stond Haldeman binnen de politiek bekend als “De Berlijnse Muur”. Het duo kreeg deze bijnaam vanwege hun Duitse achternamen, en omdat ze de president leken af te schermen van zijn andere adviseurs. Ze werden Nixons vertrouwelingen tijdens zijn presidentschap. Beiden waren meedogenloos als het ging om het nastreven van wat zij het beste achtten voor Nixon.
Haldeman was een van de sleutelfiguren in het Watergateschandaal. Na een getuigenis van White House Counsel John Dean, verzocht Nixon Haldeman en Ehrlichman om hun ontslag in te dienen. Dean werd ontslagen, en Haldeman diende zijn ontslag in op 30 april 1973.
Op 1 januari 1975 stond Haldeman terecht voor zijn rol in het schandaal. Hij werd onder meer beschuldigd van samenzwering, en kreeg 18 maanden gevangenisstraf opgelegd. Hij zat deze straf uit in de federale gevangenis van Lompoc. Op 20 december 1978 kwam hij vrij.

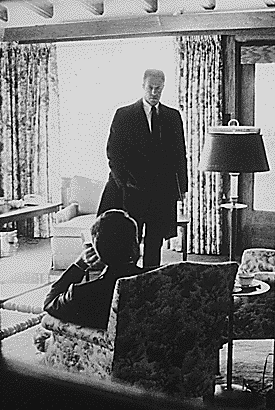
Haldeman met president Nixon, 21 november 1972

### Latere jaren
In de jaren na zijn vrijlating bouwde Haldeman een succesvolle carrière op als zakenman. Hij verkreeg belangen in hotels, projectontwikkeling, huizen en restaurants in Florida. Hij was ook succesvol in het opstarten van bedrijven.
In 1978 werkte hij mee aan het boek The Ends of Power, samen met Joseph Di Mona, waarin hij aangaf het eens te zijn met Nixons beslissingen tijdens het Watergateschandaal. Dit in tegenstelling tot Ehrlichman, die Nixon nooit had vergeven voor wat hij had gedaan.
Eind 1993 stierf Bob Haldeman op 67-jarige leeftijd aan een onbekende oorzaak. Sommige bronnen spreken van een agressieve vorm van kanker. Zijn lichaam werd gecremeerd en de as uitgestrooid op een nooit bekendgemaakte locatie. Hij liet een vrouw en vier kinderen achter, Susan, Harry (Hank), Peter en Ann.